# De Gasperi Enna
La De Gasperi Enna è una squadra di pallamano femminile. Ha vinto due scudetti, uno nel 1999 e uno nel 2002 e 2 coppe italia, una nel 1998 e una nel 2000.

## Il secondo scudetto
Il secondo è arrivato il 19 maggio 2002, in finale di gara-3 contro Sassari. L'allenatrice era Liliana Granulić. Quell'anno comunque la società era in preda ad una grave crisi economica e rischiò di non partecipare alla finale di Coppa Italia.
Questa la rosa delle scudettate ennesi:
- Stefania Sgroi (1982 portiere), nazionale azzurra
- Anna Lattuca (1976 portiere)
- Elena Barani (1978 pivot), 218 reti migliore giocatrice italiana
- Simona Cascio (1977 centrale)
- Concetta Viola (1977 ala destra)
- Michela Cavenaghi (1982 ala sinistra)
- Mila Lucic (1971 terzino destro)
- Suada Sejmenovic (1967 terzino sinistro)
- Valeria Pisano (1980 ala sinistra)
- Laura Oliveri (1983 ala destra)
- Valeria Tricarichi (1988 ala sinistra)
- Luana Di Marco (1987 terzino sinistro)

Allenatrice: Liliana Granulić

## Formazioni
- 2002-03: Sgroi, Viola, Lattuca, Barani, Oliveri, Cavenaghi, Gligorovska, Cascio, Sejmenovic, V. Pisano, Popadic. Allenatrice: Granulić.